# Silvana Vogt
Silvana Vogt (Morteros, Argentina, 1969) es una escritora en lengua catalana. Estudió Filosofía, Psicología y Ciencias de la Educación, y Producción y Creatividad Radiofónica, antes de que la crisis argentina de 2001 la empujara hacia Europa. Establecida en Barcelona, se vinculó sector del libro trabajando como lectora editorial, columnista en periódicos gratuitos y emisoras de radio. En la actualidad, además de escribir, imparte talleres de escritura y trabaja como directora literaria en su librería de San Justo Desvern. Ha ganado una de las becas de escritura Montserrat Roig, concedida por el Instituto de Cultura de Barcelona, dentro del programa Barcelona Ciudad de la Literatura de la UNESCO.

## Obra
- La mecànica de l'aigua (Edicions de 1984, 2016)